# Diplochora rubelliana
Diplochora rubelliana är en mångfotingart som först beskrevs av Chamberlin 1904.  Diplochora rubelliana ingår i släktet Diplochora och familjen spoljordkrypare. Inga underarter finns listade i Catalogue of Life.